# Kaddisch Schalem
Kaddisch Schalem (aramäisch קָדִישׁ תִּתְקַבַּל ; dt. „Mögen […] angenommen werden“ ; hebräisch קַדִּישׁ שָׁלֵם; ganzes Kaddisch) ist ein aramäisches Gebet im jüdischen Gottesdienst, das unmittelbar nach der Amidah während des Maariw gesprochen wird. Das Kaddisch hat hier einen zusätzlichen Abschnitt, der mit dem aramäischen Wort תִּתְקַבַּל (dt. „Mögen […] angenommen werden“) beginnt, weswegen das Kaddisch auch „קדיש תתקבל“ genannt wird.

## Text (קדיש תתקבל)
„In seiner Größe und in seiner Herrlichkeit wird sein großer Name in der Welt erkannt werden, die er nach seinem Wohlgefallen geschaffen hat. Möge er sein Reich beginnen lassen bei eurem Leben und in euren Tagen und beim Leben des ganzen Hauses Jisrael bald und in naher Zeit und sprechet: Amen. Es wird sein großer Name gesegnet ewig und in aller Ewigkeiten Ewigkeit. Gesegnet und gepriesen, verherrlicht, erhöht und erhoben, in seiner Würde, Erhabenheit und in seiner Thatoffenbarung ausgesprochen werde der Name des Heiligen, gesegnet ist Er, hoch hinaus über alle Segnungen, Lieder, Preisungen und Tröstungen, die in der Welt gesprochen werden, und sprechet:Amen. Mögen die Gebete und Bitten von ganz Jisrael vor ihrem Vater im Himmel angenommen werden und sprechet Amen. Es werde großer Frieden vom Himmel und Leben über uns und ganz Jisrael und sprechet Amen.“